# That's the Question
That's the Question was een quizprogramma op de Nederlandse televisie, dat werd uitgezonden door de Evangelische Omroep en werd gepresenteerd door Bert van Leeuwen.

## Ontstaan
That's the Question is bedacht door Kirsten Jan van Nieuwenhuijzen en Mark van Berkel van het formatbedrijf  Intellygents. Het eerste seizoen van de quiz begon op 27 oktober 2003 en eindigde op 19 december 2003. Begin 2004 leek het er op dat de EO de quiz Get the Picture zou overnemen, maar later werd bekendgemaakt dat de EO het tijdslot wilde vullen met deze quiz. Vanaf 30 augustus 2004 werd het spel dagelijks uitgezonden, eerst op Nederland 1, maar vanwege de grondige herstructurering van de Publieke Omroep in september 2006 verhuisde deze quiz naar Nederland 2. Op 29 januari 2009 werd de duizendste aflevering uitgezonden en op 18 januari 2012 de 1500ste.
Het programma kent een eigen variant in verschillende landen. Het beheer verloopt via het bedrijf 2waytraffic dat sinds 2008 onderdeel is van Sony Pictures Entertainment. Het programma draait of heeft gedraaid in de volgende landen: Polen, het Verenigd Koninkrijk, de Verenigde Staten, Finland, Frankrijk en Zwitserland.

## Spelverloop
Het doel van het spel was om een vraag te achterhalen en te beantwoorden.
In het programma strijden twee kandidaten om geld door telkens vragen te beantwoorden. Het antwoord op die vragen wordt gegeven als een anagram met één extra letter. Deze extra letter is de letter die na het (al dan niet juist) beantwoorden van de vraag in de "hoofdvraag" van die ronde op de juiste plaats(en) wordt gezet. Dus wanneer bijvoorbeeld de letter E overblijft, worden alle E's in de vraag ingevuld. Doel is dat de kandidaten op deze manier achterhalen wat de hoofdvraag is, en deze vraag en het bijbehorende antwoord correct opnoemen. 

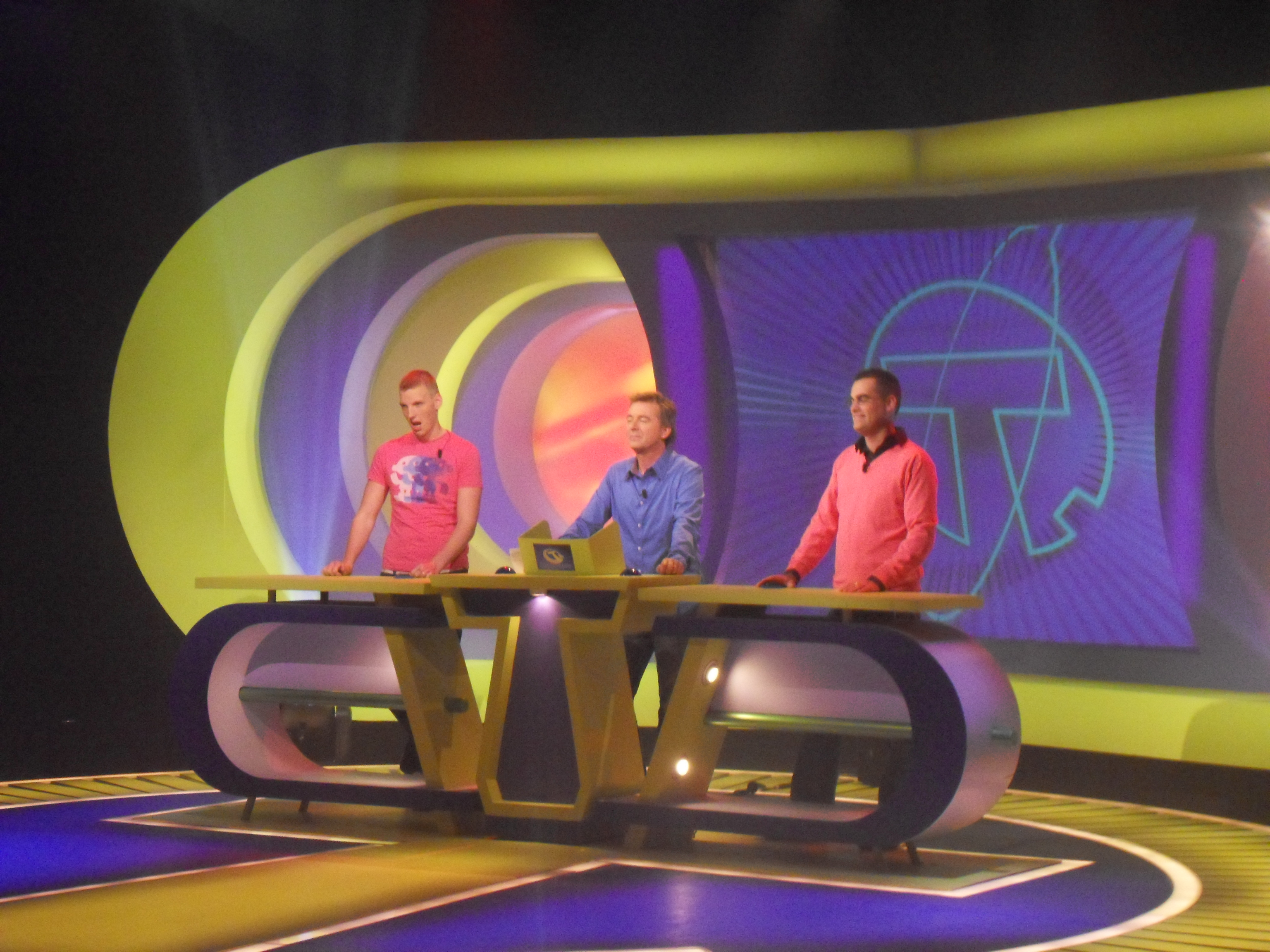
Presentator Bert van Leeuwen en twee kandidaten vlak voor opname.

In de eerste ronde is het antwoord op de hoofdvraag al gegeven, maar in de tweede ronde niet: in die ronde wordt ook het antwoord in de loop van het spel "gevuld" met letters. In de eerste ronde worden twee hoofdvragen gegeven, in de tweede drie of vier (afhankelijk van de tijd).
Zodra een van de spelers de vraag weet, mag hij of zij deze voorlezen, mits hij aan de beurt is en net een vraag goed heeft beantwoord. Zodra een kandidaat de hoofdvraag en het bijbehorende antwoord correct raadt, leverde dit in de eerste ronde vijf en in de tweede ronde tien punten op. Hierna volgde de zogenaamde fotobonus. Er verschenen twee foto's, waarna een vraag werd gesteld. De kandidaat moest dan raden welke foto het antwoord was op deze vraag. Een goed antwoord leverde hierbij in de eerste ronde vijf en in de tweede ronde tien extra punten op.
Indien de speeltijd voorbij was en de hoofdvraag was nog niet beantwoord, wordt een versnelde ronde gespeeld. De vraag en het antwoord worden letter voor letter ingevuld en wie de vraag en het antwoord denkt te weten moet op een knop drukken en de vraag en het antwoord correct opnoemen. Als de kandidaat de vraag en het antwoord goed gaf, kreeg deze tien punten. Werd een fout gemaakt, dan gingen de tien punten naar de tegenstander indien deze het correcte antwoord gaf op de hoofdvraag die dan volledig werd ingevuld. Deze versnelde ronde wordt ook gespeeld als de stand gelijk was aan het eind van de speeltijd. In dat geval wordt een extra vraag gespeeld die letter voor letter wordt ingevuld. Degene die de vraag en het antwoord correct opnoemt gaat in dat geval naar de finale. Na een versnelde ronde werd geen fotobonus gespeeld.
Voor iedere geplaatste letter krijgt de speler één (eerste ronde) of twee (tweede ronde) punten. De speler die aan het einde van de tweede ronde de meeste punten heeft speelt de finale.
De punten die een kandidaat heeft gehaald staan gelijk aan het aantal seconden speeltijd dat de kandidaat krijgt in de finale. In de finale moet weer een vraag worden geraden, maar bij deze vraag wordt het antwoord niet gegeven of ingevuld. Wel krijgt de speler het aantal letters van het antwoord te zien. Wanneer hij binnen de tijd de vraag goed voorleest en daar het juiste antwoord op geeft, wint de kandidaat 500 euro. Wanneer dit niet lukt blijft de teller op nul euro staan. Een kandidaat kan maximaal vijf keer aan het programma meedoen. Het is mogelijk dat een kandidaat vijf keer de finale haalt en toch zonder prijs naar huis gaat.
Als een kandidaat voor de vijfde keer de finale bereikt, wordt deze iets anders. Deze finale gaat niet om 500 euro, maar om 1000 euro. Bovendien kan er alleen voor medeklinkers gespeeld worden.
In andere landen, waaronder de Verenigde Staten, is de finale wat soepeler dan in Nederland. Daar kan de finalist nog winnen als de tijd verstreken is, op voorwaarde dat hij of zij maar begint met het voorlezen van de hoofdvraag en het antwoord voordat de tijd verstreken is en dit doet zonder fouten of stilvallen.

## Einde
In maart 2012 maakte de EO bekend dat That's the question van de buis zou gaan. Als reden werden de dalende kijkcijfers genoemd. De laatste aflevering werd op 7 mei 2012 uitgezonden. Tot 29 augustus 2012 werden er herhalingen van deze quiz uitgezonden. 